# Jean-Étienne-Marie Portalis

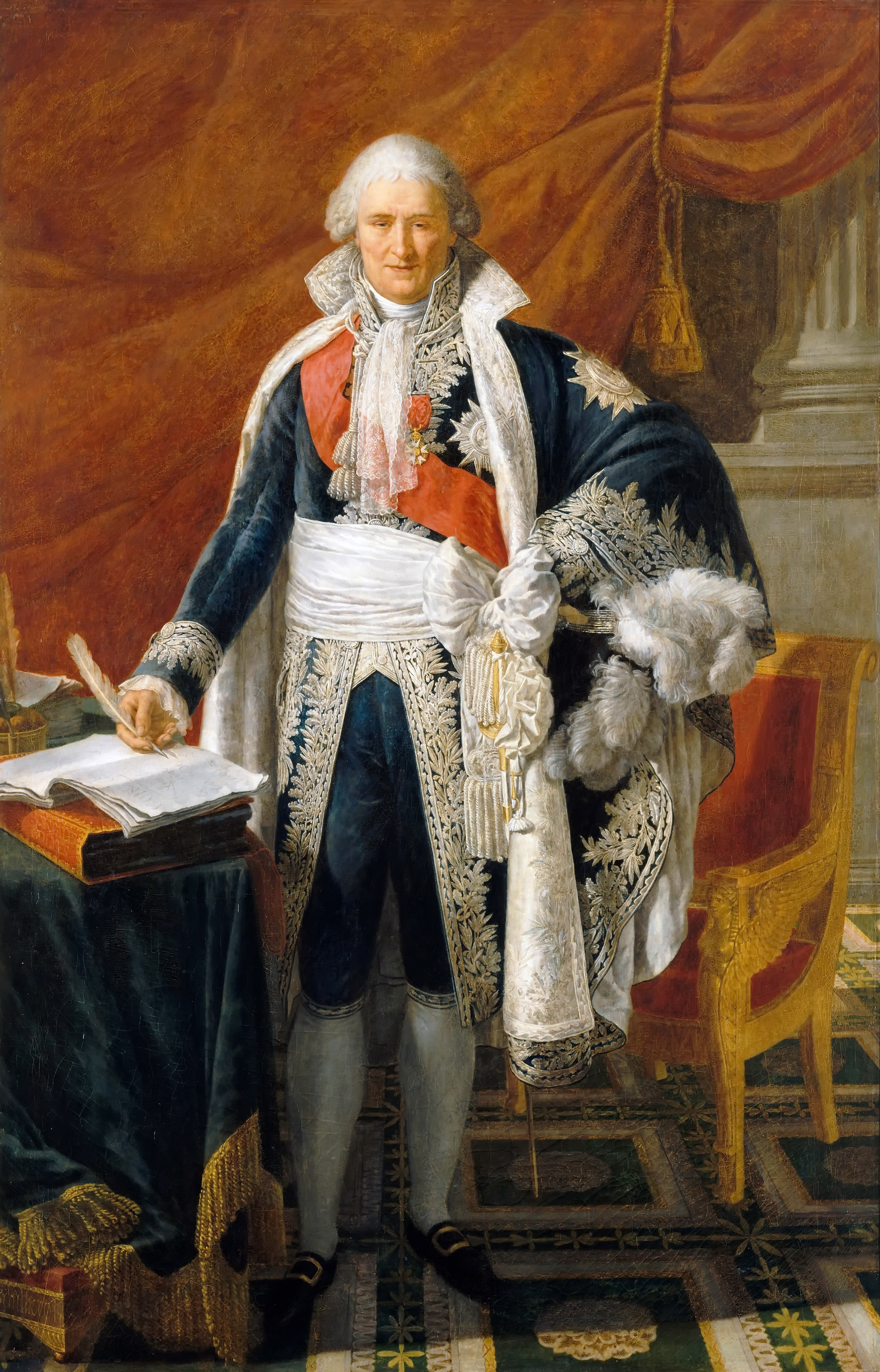
Jean-Étienne-Marie Portalis, portret door Pierre-Claude Gautherot (1806)

Jean-Étienne-Marie Portalis (Le Beausset (Var) 1 april 1746 - Parijs, 25 augustus 1807) was een Frans staatsman en rechtsgeleerde. Hij was een van de vier personen die de Code civil vorm gaven. Hij was van 1803 tot 1807 lid van de Académie Française.

## Biografie
Portalis werd al op zijn negentiende advocaat te Aix-en-Provence. Hij bouwde daar een reputatie op omwille van zijn redenaarstalent. Tussen 1778 en 1781 had hij een bestuurlijk functie als een van de vier administrateurs van de Provence. In 1788 werd hij verkozen in de Staten van de Provence.

### Franse Revolutie
In de eerste fase van  de Franse Revolutie van 1789 speelde Portalis geen rol van betekenis. In zijn rol als advocaat had hij een vijand gemaakt in Mirabeau, een van de leidende figuren in de beginfase van de revolutie. In 1792 moest Portalis zich zelfs schuil houden in Lyon, uit angst voor arrestatie. Pas in 1793 trok hij naar Parijs. Tijdens de Terreur werd hij als voorstander van een constitutionele monarchie gearresteerd. Hij werd vrijgelaten na de Terreur en werd verkozen in de Conseil des Anciens. Hij werd secretaris en later ook voorzitter van deze vergadering, de voorloper van de senaat. Hij verdedigde er de persvrijheid maar sprak zich ook uit voor émigrés en priesters die weigerden de eed van haat af te leggen. Deze standpunten leidden tot een veroordeling en Portalis ontsnapte enkel aan deportatie door naar Duitsland te vluchten. Pas na de staatsgreep van Napoleon (1799) keerde hij naar Frankrijk terug.

### Onder Napoleon
In 1800 stelde consul Napoleon Bonaparte Portalis aan als een van de vier man sterke commissie belast met het opstellen van de Code civil. Portalis nam vooral de artikelen over het huwelijk en erfrecht op zich. Hij werkte samen met François Denis Tronchet, Félix Julien Jean Bigot de Préameneu en Jacques de Maleville onder leiding van Jean-Jacques-Régis de Cambacérès. Het opstellen van de Code civil gebeurde tussen 1800 en 1804. Bij de presentatie van het ontwerp van de commissie hield Portalis zijn Discours préliminaire, een beroemde redevoering over rechtsvorming.
In 1801 werd Portalis aangesteld in de Raad van State. Hij was ook een van de leidende figuren tijdens de totstandkoming van het Concordaat met de Heilige Stoel in 1801. En in 1803 werd hij minister van Eredienst. Tijdens de laatste jaren van zijn leven ging het zicht van Portalis sterk achteruit. Hij overleed in 1807.

### Eerbewijzen
Portalis werd in 1803 opgenomen in Académie française. In 1805 werd hij Grand aigle in het Légion d’honneur. Na zijn dood kreeg hij van Napoleon een staatsbegrafenis en zijn lichaam werd bijgezet in het Panthéon.

## Vertaling
- Inleidingsrede, uitgesproken bij de presentatie van het ontwerp van de regeringscommissie, vertaling Bert van Roermund, Fernand Tanghe en Harry Wilkens (Zwolle 1994)